# Neil Miller
Neil Miller (n. Kingston (Nueva York); 1945) es un periodista y escritor estadounidense, conocido por sus libros sobre la historia y la cultura LGBT. Fue editor de noticias de la revista Gay Community News, el primer semanal LGBT en los Estados Unidos desde 1975 a 1978.